# Preitenegg
Preitenegg este o comună în districtul Wolfsberg, landul Kärnten, Austria. Localitatea este amplasată la altitudinea de 1.078 m, se întinde pe suprafața de 68,34 km² și avea, în 2010, 1.052 de locuitori.

## Localități aparținătoare
- Kleinpreitenegg (61)
- Oberauerling (73)
- Oberpreitenegg (163)
- Preitenegg (306)
- Unterauerling (149)
- Unterpreitenegg (377)

## Istoric
Pentru prima oară amintită în anul 1288, biserica St. Nikolaus din Preitenegg. Ea era sub patronajul diocezei din Lavant (Maribor), azi în Slovenia. Din secolul XV în localitate există o parochie.
Comuna are o așezare geografică favorabilă, fiind amplasată pe drumul comercial dintre Klagenfurt, Graz și Viena. Între anii 1930 - 1936, drumul este îmbunătățit.

## Date demografice
După datele recensământului din 2001, în comună trăiau:
- 1.129 loc. din care
- 99,1 % au cetățenie austriacă
- 96,9 % sunt de religie romano-catolică
- 1,6 % sunt de religie evanghelică
- 1,3 % nu aparțin de nici o confesiune religioasă

Venitul principal al comunei este turismul și prelucrarea lemnului.
Consiliul primăriei are 15 membri din care sunt: 9 ÖVP, 4 SPÖ, și 2 membri aparțin de partidul BZÖ.

## Personalități marcante
- Maria Schell, actriță
- Anton Kreuzer, publicist

## Biblografie
- Prof. Anton Kreuzer: Die Schuchzentrale, Klagenfurt 2006, Kreuzer Buch